# سیارک ۲۱۴۸۴
سیارک ۲۱۴۸۴ (به انگلیسی: 21484 Eppard، نامگذاری:1998HR134) بیست و یک هزار و چهارصد و هشتاد و چهارمین سیارک کشف شده‌است که در ۱۹ آوریل ۱۹۹۸ کشف شد.
قدر مطلق سیارک برابر ۲۱.۴ است.